# 3933 Portugal
3933 Portugal (1986 EN4) là một tiểu hành tinh nằm phía ngoài của vành đai chính được phát hiện ngày 12 tháng 3 năm 1986 bởi R. M. West ở La Silla.